# Andebu (gemeente)
Andebu is een voormalige gemeente in de Noorse provincie Vestfold.
De gemeente telde 5083 inwoners in januari 2005, waarvan 50,5% mannelijk. Het aandeel ouderen (67 jaar of ouder) is 12,3%. In juni 2005 was 1,5% van de bevolking werkloos. Per 1 januari 2017 werd Andebu samen met de gemeente Stokke toegevoegd aan de gemeente Sandefjord.

## Plaatsen in de voormalige gemeente
- Andebu (plaats)
- Høyjord
- Kodal

## Bezienswaardigheden
- Staafkerk van Høyjord uit 1150 - 1200

Færder · Holmestrand · Horten · Larvik · Sandefjord · Tønsberg

Voormalige gemeente: Andebu · Hof · Lardal · Nøtterøy · Re · Sande · Stokke · Svelvik · Tjøme